# Димитър Василев (БКП)
Вижте пояснителната страница за други личности с името Димитър Василев.
Димитър Василев Петков е български политик от БКП.

## Биография
Роден е на 28 октомври 1925 г. в софийското село Трудовец. През 1942 г. става член на РМС, а от 1946 г. и на БКП. По време на Втората световна война участва в комунистическата дейност на РМС и БКП и е арестуван за това. След 9 септември 1944 г. е секретар на РМС в Трудовец. Бил е първи секретар на Околийския комитет на РМС и БКП в Ботевград. Между 1960 и 1969 г. е секретар на Окръжния комитет на БКП в Ботевград. От 1969 до 1971 г. е председател на Изпълнителния комитет на Окръжния народен съвет в София. Между 1971 и 1974 г. е заместник-председател на Държавния комитет за планиране, а от 1974 и първи заместник-председател. От 4 април 1981 до 5 април 1986 г. е кандидат-член на ЦК на БКП, а от 5 април 1986 до 4 май 1989 г. е член на ЦК на БКП.